# Mikawa-Wan-Quasi-Nationalpark
Der Mikawa-Wan-Quasi-Nationalpark (japanisch 三河湾国定公園 Mikawa wan kokutei kōen) ist einer von über 50 Quasi-Nationalparks in Japan. Die Präfektur Aichi ist für die Verwaltung des Parks zuständig. Mit der IUCN-Kategorie V ist das Parkgebiet als Geschützte Landschaft/Geschütztes Marines Gebiet klassifiziert. Der Park wurde am 10. April 1958 gegründet und erstreckt sich über eine Fläche von ca. 94 km².